# آکاری

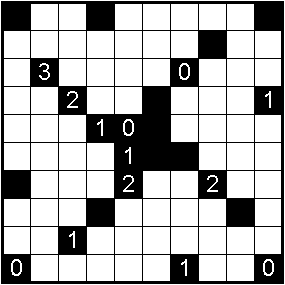
یک آکاری حل شده دشوار

بازی آکاری (Akari) یا روشن‌کن (Light Up) در سال ۲۰۰۱ توسط نیکولی ایجاد و توسعه داده شد. این بازی با وجود قوانین ساده‌ای که دارد، دنیای پیچیده منطقی را در خود دارد.
بازی شامل جدولی از اعداد است که بعضی از خانه‌های این جدول با تعدادی عدد پر شده‌است که راهنمای اصلی برای حل آن است. در این بازی، بازیکن با توجه به این اعداد و نیز قوانین موجود تعدادی از خانه‌های جدول را با لامپ باید روشن کند، بطوریکه تمام خانه‌های دیگر با نور این لامپ‌ها روشن شوند.

## قوانین
- لامپ‌ها فقط باید در خانه‌های خالی جدول قرار بگیرند. ضمن اینکه عددها نشاندهنده تعداد لامپ‌های مجاز در خانه‌های افقی و مودی اطراف خود هستند.
- هر لامپ خانه‌های جدول از خودش تا اولین خانه سیاه یا انتهای جدول را در سطر و ستونی که در آن قرار ارد روشن می‌کند.
- تمام خانه‌های سفید باید روشن شوند، ضمن اینکه هیچ دو لامپی نباید روبروی هم باشند.

## پیچیدگی محاسباتی
این بازی، در علوم کامپیوتر به عنوان یک مسئله‌ی ان‌پی کامل محسوب می‌شود.